# Peregryn z Opola
Peregryn z Opola (ur. ok. 1260 w Opolu, zm. ok. 1333, prawdopodobnie we Wrocławiu) – śląski dominikanin, kaznodzieja z przełomu XIII/XIV w., spowiednik księcia Władysława.
Kształcił się najpierw w studium konwentualnym w Raciborzu, a następnie z całą pewnością na którymś z zachodnich uniwersytetów. W 1303 r. był przeorem konwentu św. Jakuba w Raciborzu, gdzie związał się z dworem Przemysława raciborskiego, a w 1305 r. klasztoru św. Wojciecha we Wrocławiu. Dwukrotny prowincjał dominikanów (1305–1312 i 1322–1327). W 1310 r. przewodniczył kapitule prowincjalnej dominikanów w Elblągu, która na prośbę ówczesnego papieża wyraziła swoją opinię o zakonie krzyżackim. W 1312 r. Peregryn uczestniczył w kapitule generalnej dominikanów w Carcassonne. W 1318 mianowany przez Jana XXII pierwszym inkwizytorem na ziemiach polskich. Urząd ten sprawował do 1327 kiedy z niego zrezygnował. Ostatnia wzmianka źródłowa o nim pochodzi z 1333, ale dokładna data śmierci nie jest znana.
Najbardziej znany jest jako kaznodzieja. Jego kazania De tempore i De sanctis, napisane w języku łacińskim, przypuszczalnie w Raciborzu, między rokiem 1295–1304, cieszyły się znaczą popularnością w wielu krajach Europy, o czym świadczy blisko 300 zachowanych średniowiecznych kopii rękopiśmiennych. Po wynalezieniu druku zbiór kazań Peregryna doczekał się szeregu wydań. Jeszcze w XV wieku ukazało się 7 edycji oficyn niemieckich z Kolonii, Strasburga i Ulm.